# Wojciech Misiak
Wojciech Misiak (ur. 25 września 1965) – polski bokser amatorski, trzykrotny mistrz Polski w kategorii średniej (1987, 1988, 1989) oraz uczestnik mistrzostw świata w Moskwie (1989).

## Kariera amatorska
Pierwszy sukces na ringach amatorskich odniósł w 1982 roku, zdobywając złoty medal mistrzostw Polski juniorów w kategorii półśredniej. 
Swój pierwszy medal na mistrzostwach Polski zdobył w roku 1986, rywalizując w kategorii średniej. Misiak zdobył srebrny medal, przegrywając w finałowej walce z Henrykiem Petrichiem.
W latach 1987–1989 trzykrotnie zdobywał mistrzostwo Polski w kategorii średniej. Trzykrotnie w finałach mistrzostw wygrywał w finale z Andrzejem Ogonowskim.
We wrześniu 1989 reprezentował Polskę na mistrzostwach świata w Moskwie, rywalizując w kategorii średniej. Polak zakończył udział na 1/8 finału, w którym przegrał z ówczesnym mistrzem świata Ángelem Espinosą.
W 1990 roku triumfował w turnieju Box Open, który odbywał się w Sztokholmie. W finale zawodów pokonał Turka Fikreta Güneşa.